# Leão (faraó)
Leão era um faraó (rei) do Antigo Egito, que reinou em data desconhecida em algum ponto entre o final de Nacada IIc e início de Nacada IIIa (3500–3220/3200 a.C.). Seu sereque talvez aparece na Paleta Líbia junto doutros e possivelmente aparece zoomorfizado como leão na Paleta dos Caçadores e Paleta dos Urubus e seu símbolo está no grafite nos Colossos de Copto detectados no templo do deus Mim em Copto. Em sua reconstrução, Günter Dreyer estipulou que reinou após Falcão II e antes de Falcão Duplo. Leão, e os demais, são historiograficamente agrupados na dinastia 00.